# Zotalemimon bhutanum
Zotalemimon bhutanum es una especie de escarabajo longicornio del género Zotalemimon, tribu Desmiphorini, subfamilia Lamiinae. Fue descrita científicamente por Breuning en 1975.
La especie se mantiene activa durante el mes de abril.

## Descripción
Mide 12,1 milímetros de longitud.

## Distribución
Se distribuye por Bután y Nepal.